# Ardglass Castle

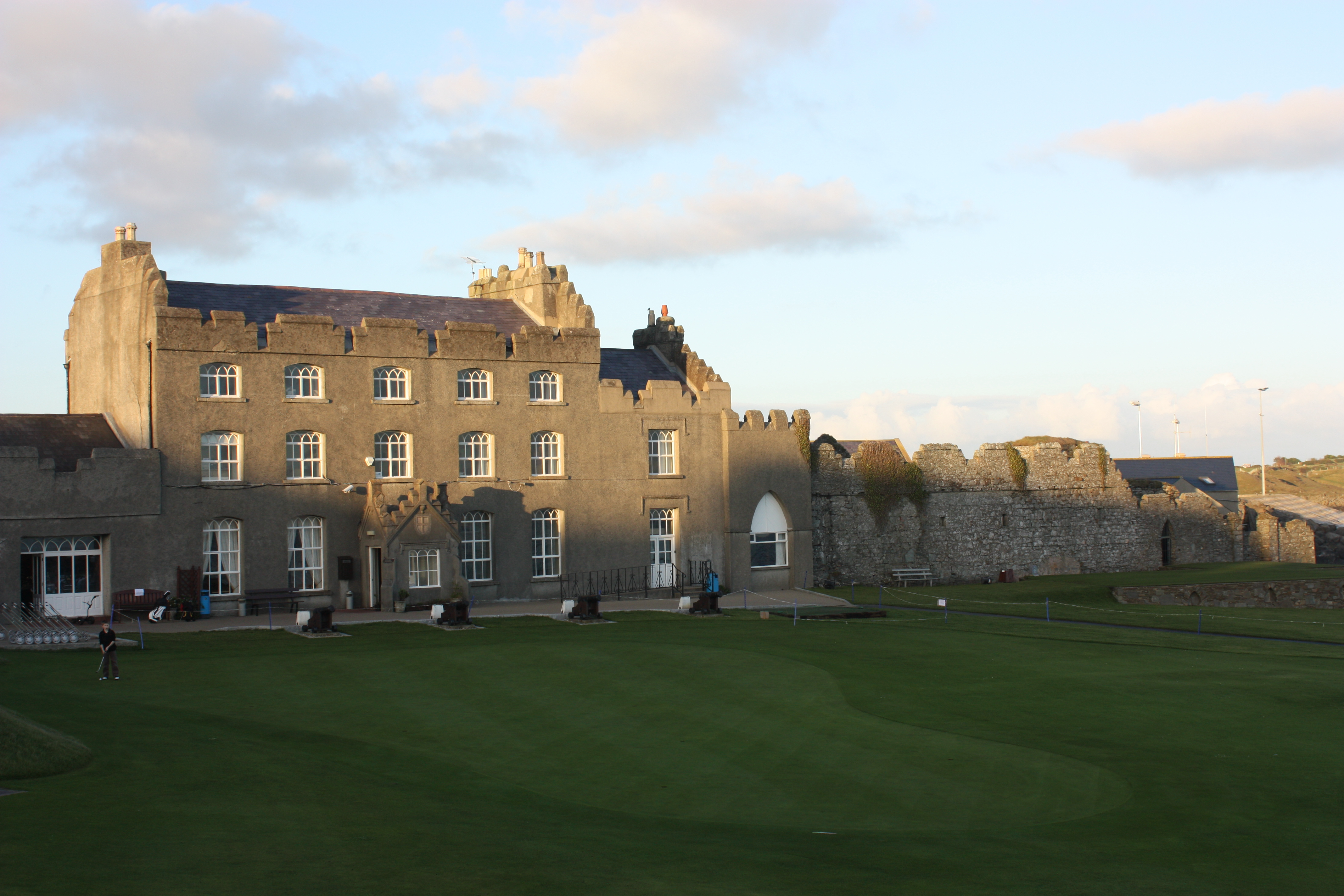
Ardglass Castle (rechts), November 2010

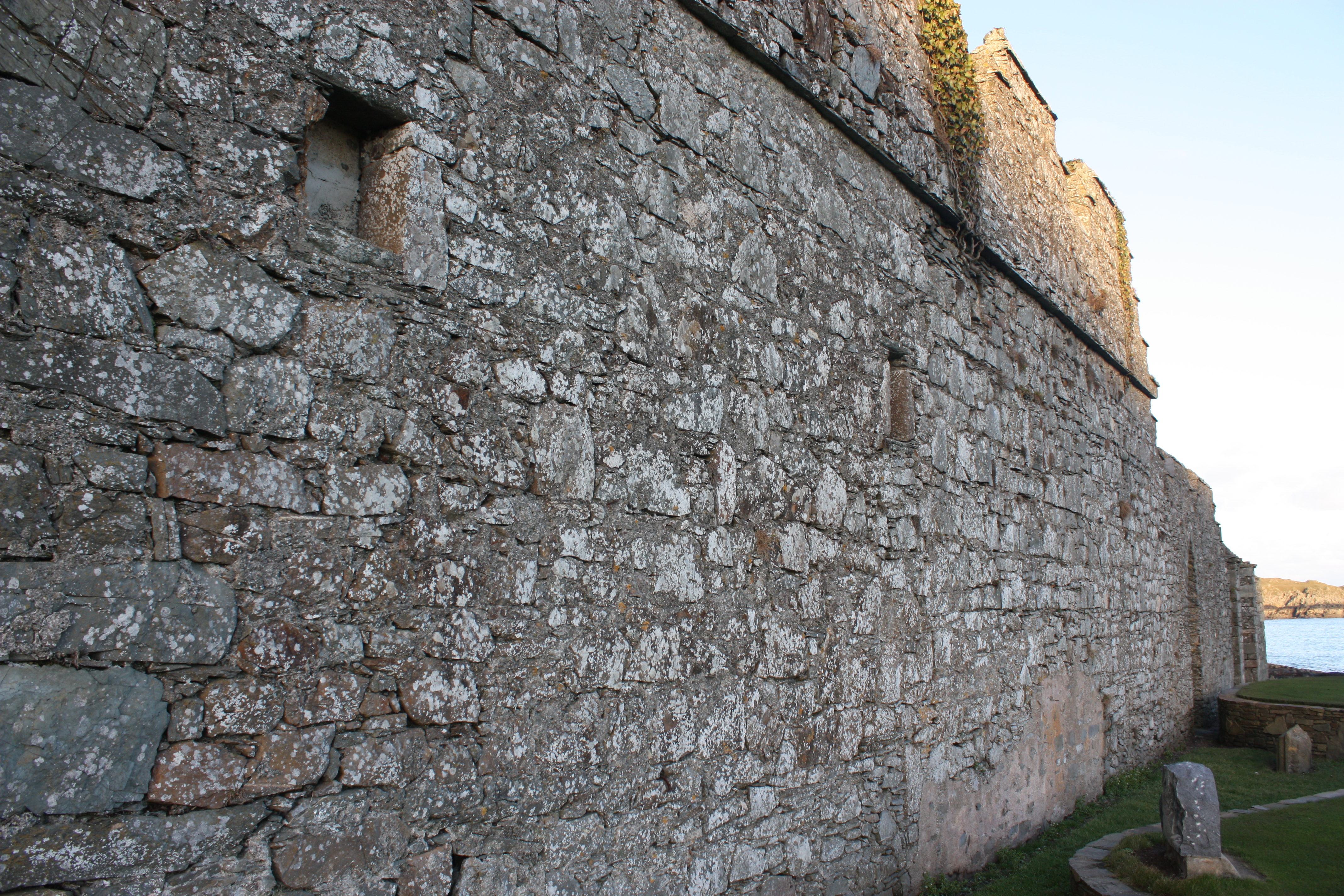
Überreste von Ardglass Castle, November 2010

Ardglass Castle (auch The Newark, irisch Caisleán Ard Ghlais) liegt in Ardglass im nordirischen County Down. Die Burg war ursprünglich eine Reihe von Lagerhäusern aus dem 15. Jahrhundert im Hafen der Stadt. Große Teile der ursprünglichen Gebäude kann man heute noch im modernen Clubhaus des Ardglass Golf Club erkennen.

## Geschichte
Die Gebäude aus dem 15. Jahrhundert wurden Ende des 18. Jahrhunderts im Auftrag von Charles FitzGerald, 1. Baron Lecale, in ein befestigtes Haus umgewandelt. In der Burg lebten auch seine Mutter, Emily FitzGerald, die Duchess of Leinster, und ihr zweiter Gatte, William Ogilvie, der ihren Sohn, Edward Fitzgerald, adoptierte. Ogilvie war später für den Ausbau von Ardglass zu einem modernen Seebad und Hafen verantwortlich. Die alten Lagerhäuser wurden mit Zinnen und normalen Fenstern versehen und das Innere wurde mit zeitgenössischem Stuck verziert. Später erbte die Tochter aus erster Ehe von William Ogilvie, die Gattin von Charles Beauclerk, einem Urenkel von Charles Beauclerk, 1. Duke of St. Albans, die Burg. Im späten 19. Jahrhundert wurden die Fenster umgestaltet und die Burg erhielt eine Vorhalle. 1911 wurde die Burg zum Domizil des Ardglass Golf Club.

## Konstruktion
Der Lagerhausblock bestand aus 13 Einzelhäusern, die an jedem Ende mit Türmen bewehrt waren. Sie wurden vermutlich an ortsansässige und fremde Kaufleute vermietet.
Das Dublin Penny Journal vom 30. März 1833 beschrieb Ardglass Castle folgendermaßen:

„Hier gibt es auch eine lange Reihe befestigter Häuser, die von den Einwohnern ‚New-works‘ genannt wird und von denen man sagt, dass sie um 1570 auf Geheiß von Shane O’Neill erbaut worden seien. Sie stehen kühn am Felsstrand der Bucht. Das Wasser reicht von Osten und Norden an sie heran. Sie erstrecken sich über 75 Meter in der Länge und nur 7,2 Meter in der Breite; die Wände sich 90 Zentimeter dick. Ihre Erscheinung ist einheitlich und elegant. Sie bestehen aus drei Türmen mit quadratischem Grundriss, einer in Mitte und einer an jedem Ende. Ind jedem Turm findet man drei Räume, 3 Meter × 3 Meter groß. Die Zwischenräume [zwischen den Türmen] werden von einer Reihe von 15 mit Bögen versehenen Torwegen aus geschnittenem Stein und 16 quadratischen Fenstern ausgefüllt – jeweils ein Torweg und ein Fenster wechselweise nebeneinander gesetzt. Diese Konstruktion lässt keinen Zweifel daran, dass sie einst als Ladengeschäfte oder Lager für Kaufleute dienen sollten. Über den Ladengeschäften befindet sich ein Lager, das dieselbe Anzahl von Räumen enthält, die jeder über eine eigene Treppe erschlossen sind. Die Räume im Erdgeschoss waren 2,1 Meter hoch, die im Obergeschoss 1,95 Meter. In jedem von ihnen befand sich ein kleines WC, dessen Ablauf durch die Wand nach unten geführt war und im Meer endete. Sie haben keine offenen Kamine und die Kaufleute – so scheint es – nutzten Horn Castle als Küche und Speisesaal. An der Seeseite gibt es keine Fenster oder sonstigen Öffnungen außer schmalen Schießscharten, ein Umstand, der zusammen mit den Türmen an den Enden und in der Mitte zeigt, dass der zweite Zweck des Gebäudes der einer Festung war, die die Kaufleute vor Piratenangriffen schützen sollte.“